# 左宗棠墓
左宗棠墓坐落在中国湖南省长沙市雨花区跳马镇，是清朝名臣左宗棠的墓。:118

## 沿革
1885年，清朝名臣左宗棠在福建省福州去世。:118翌年，家人把他安葬在今天的湖南省长沙市雨花区跳马镇。:118文化大革命的时候，红卫兵将墓地炸开，把左宗棠的遗体从墓中挖出，抛尸荒野，墓前的石人、石马、碑亭被毁，墓庐屋被拆改为民房。1986年，纪念左宗棠去世100周年，湖南省人民政府重修墓地。:1181996年1月4日，湖南省人民政府把左宗棠墓列入湖南省文物保护单位。

## 建筑
左宗棠墓由花岗岩砌成，围径四米，整个墓地坐东南而向北，有石阶梯登上墓地。:118

## 图册

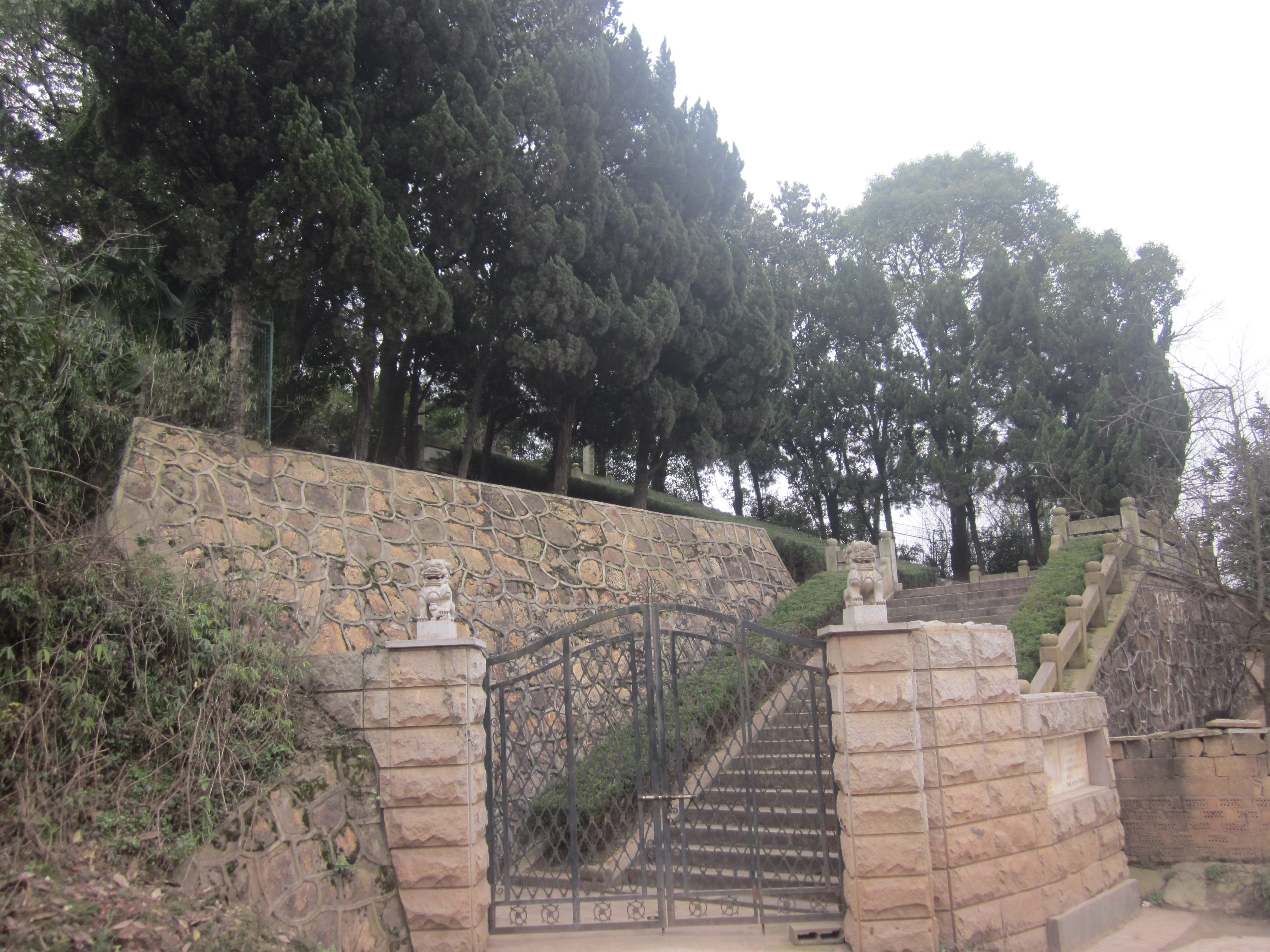
左宗棠墓入口
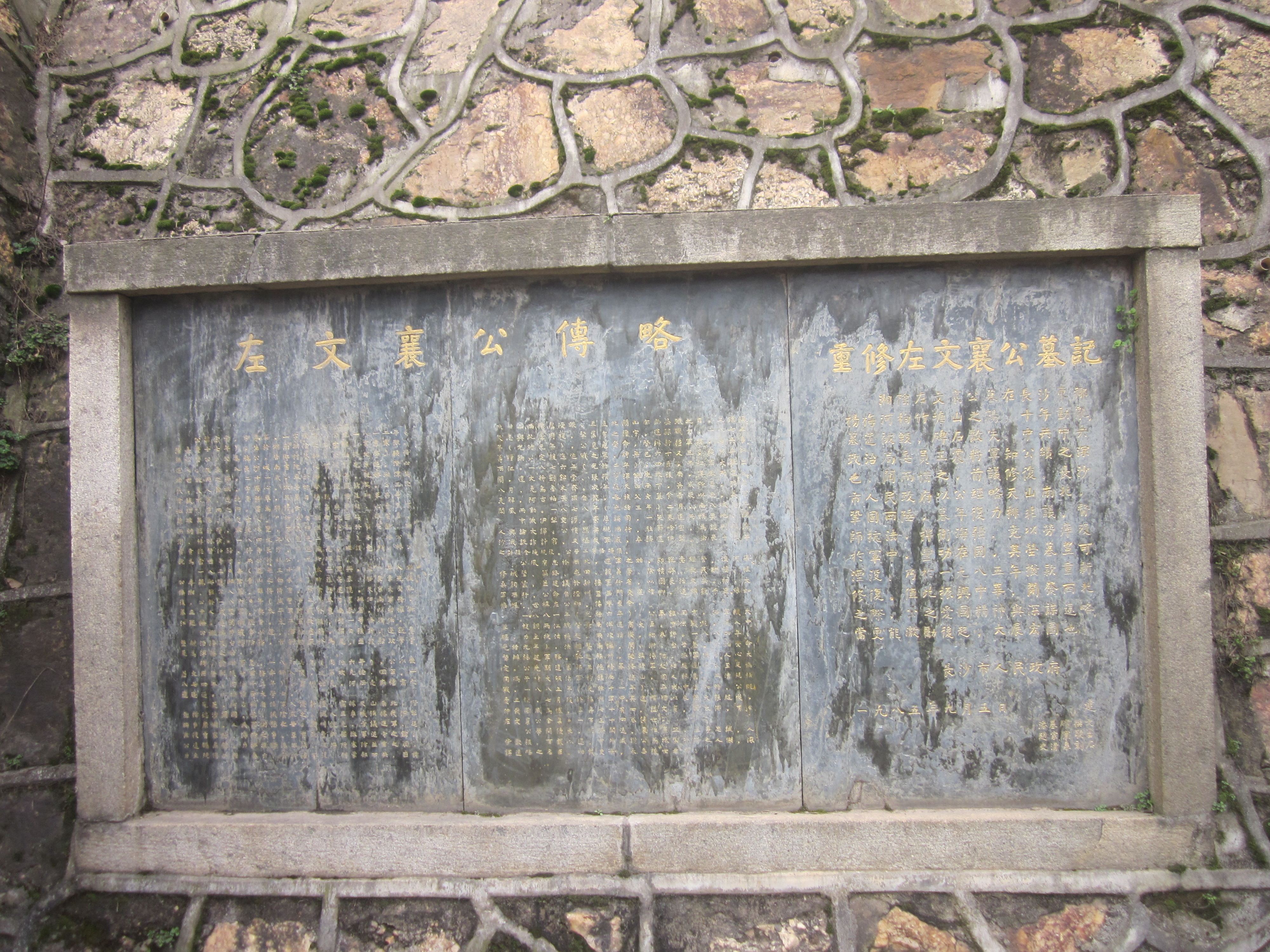
碑刻《左文襄公传略》和《重修左文襄公墓记》
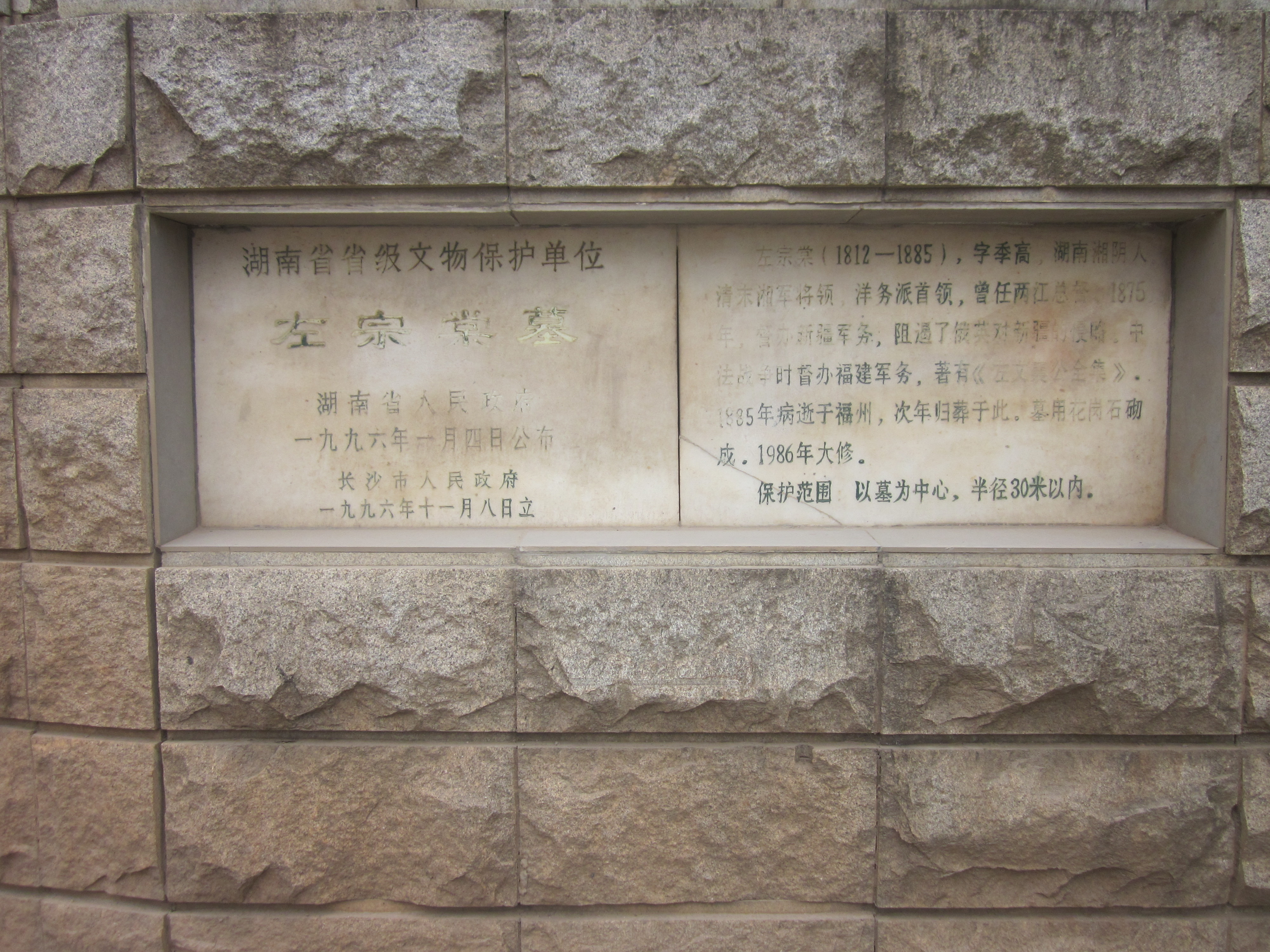
文物保护单位碑刻
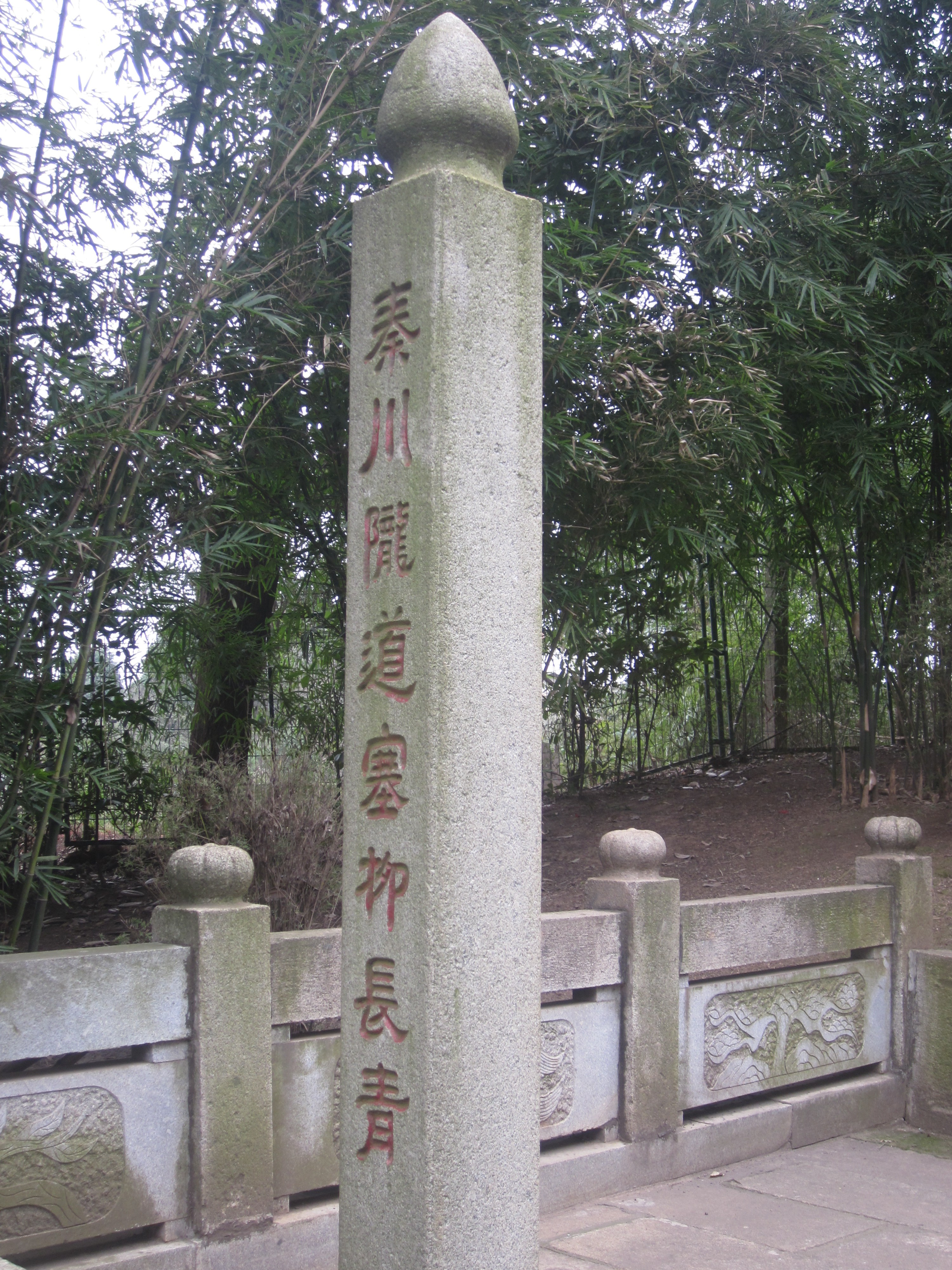
墓左前方的石柱
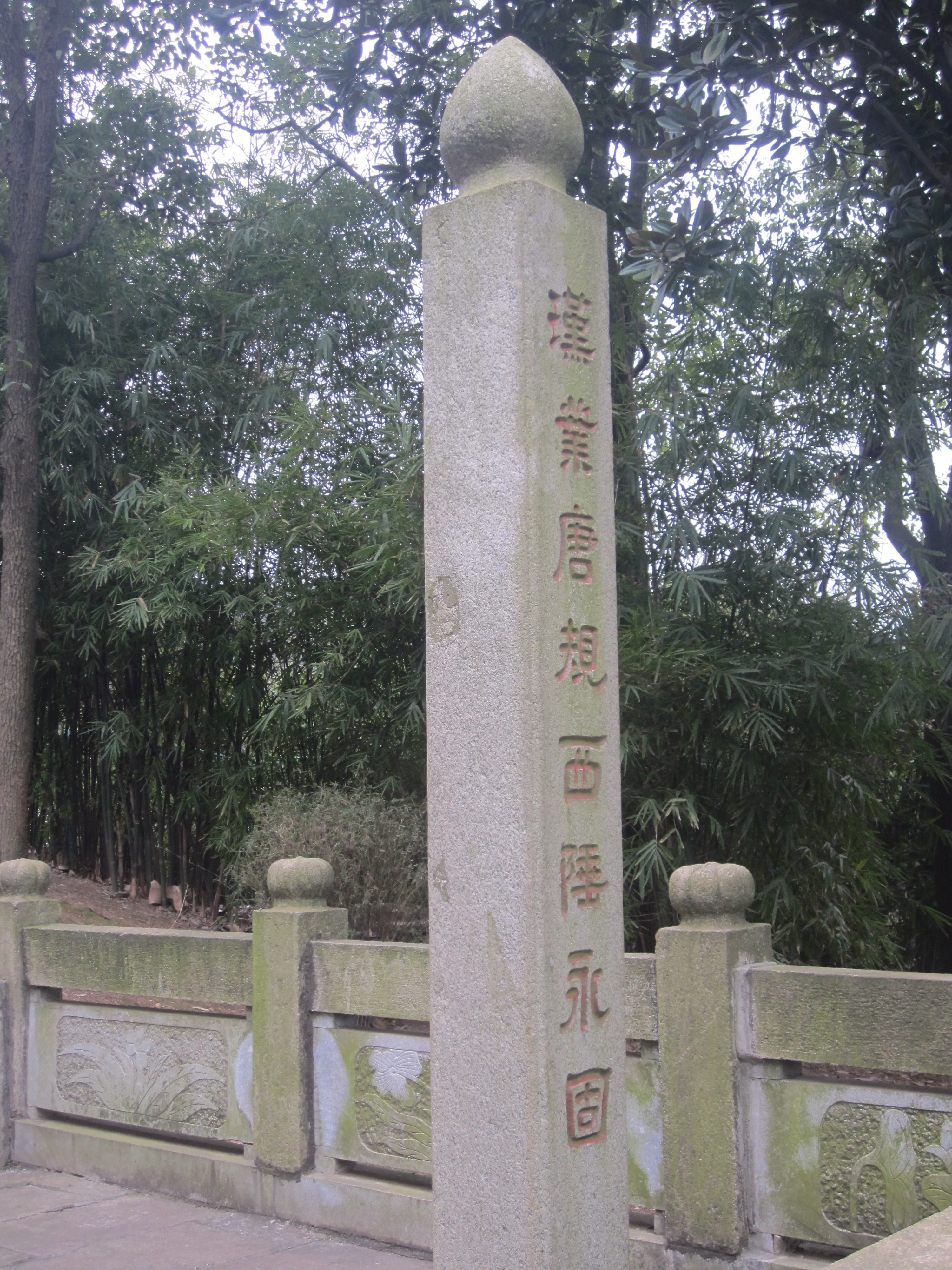
墓右前方的石柱